# Lista de denominações protestantes no Canadá por número de membros
Esta é uma lista de denominações protestantes no Canadá por número de membros.
Os números apresentados baseiam-se em reivindicações pelas próprias denominações e de pesquisas de organizações independentes.
Para efeito dessa lista, consideram-se denominação uma organização com governo centralizado ou convenção que torna uniforme as doutrinas e práticas de um grupo religioso. Embora existam grupos que usem o mesmo nome para identificar-se (como as Assembleias de Deus no Brasil) a independência entre diversas organizações caracteriza a diversidade de denominações. Igrejas de governo congregacional enfatizam a independência da igreja local, mas ainda assim forma denominações pelas suas convenções.
Uma denominação cristã é um corpo religioso distinto no cristianismo , identificado por traços como nome, organização, liderança e doutrina. Os corpos individuais, no entanto, podem usar termos alternativos para se descrever. As divisões entre um grupo e outro são definidas por autoridade e doutrina.
Os grupos que conservam uma doutrina uniforme, usam o mesmo nome, mas não formam uma única denominações podem ser classificados juntos como "tradição" ou família denominacional.

## Membros por denominação
1. Igreja Unida do Canadá 352.812 membros (em 2021).[3]
2. Igreja Anglicana do Canadá 294.931 membros (em 2022).[4][5]
3. Ministérios Batistas Canadenses 81.685 membros (em 2019).[6]
4. Igreja Presbiteriana no Canadá 79.961 membros (em 2019).[7]
5. Igreja Adventista do Sétimo Dia 78.733 membros (em 2024)[nota 1].[8]
6. Igreja Cristã Reformada na América do Norte 52.350 membros (em 2025)[nota 2][9]
7. Igreja Luterana – Canadá 47.607 membros (em 2018).[10][11]
8. Igreja Evangélica Luterana no Canadá 40.171 membros (em 2023).[12]
9. Convenção Batista Nacional Canadense 17.116 membros (em 2019).[13]
10. Igreja do Nazareno 12.599 membros (em 2016)[nota 3].[14]
11. Igreja Reformada na América 2.423 membros (em 2023)[nota 4][15]